# Thợ mỏ

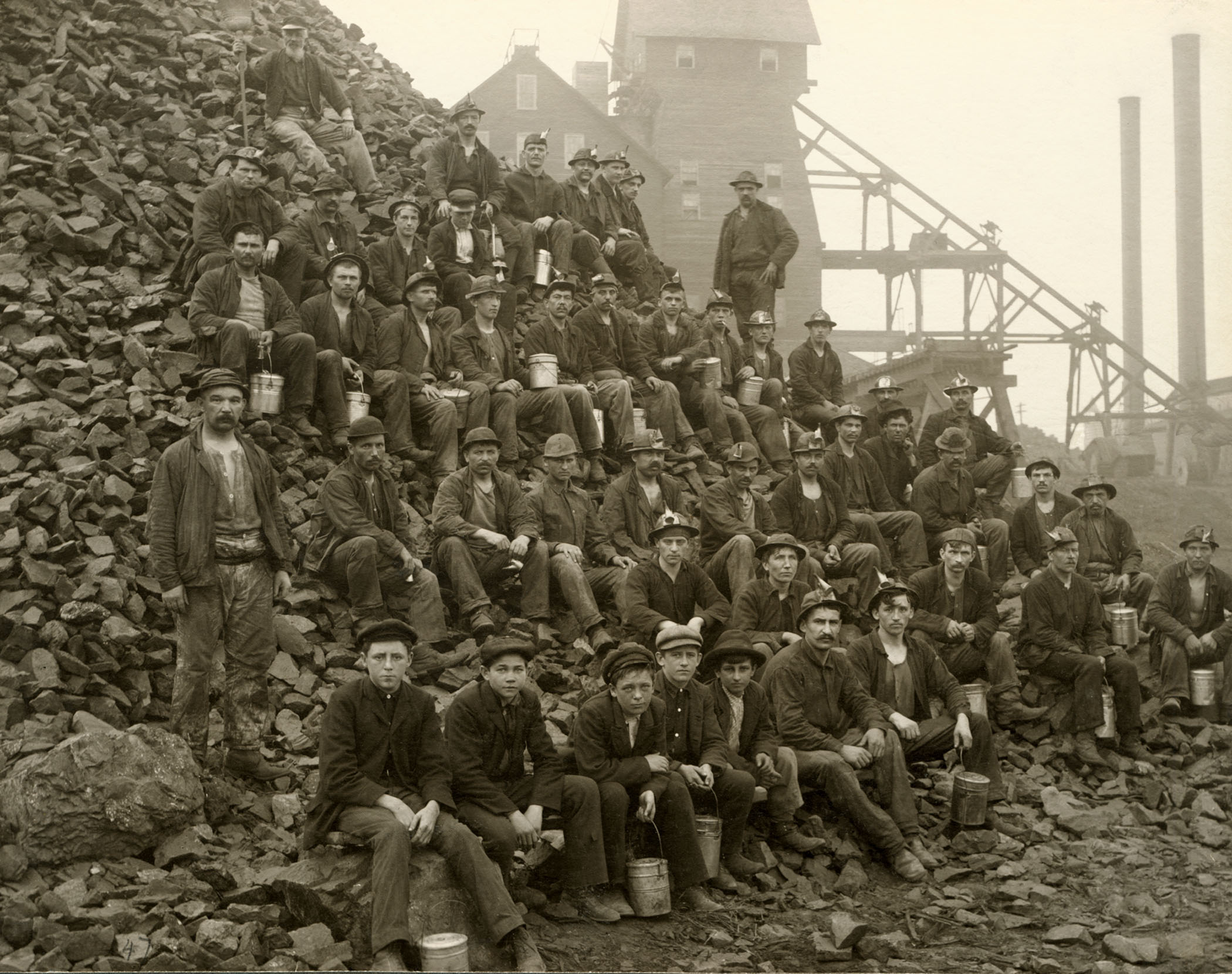
Các thợ mỏ tại mỏ đồng Tamarack.

Thợ mỏ là người khai thác các quặng hay các khoáng vật trong lòng đất. Ngày xưa họ thường đào những đường hầm và thu thập tất cả các khoáng vật có trong đất từ đó hình thành các mỏ khai thác, ngày nay ở những nơi có các máy móc hiện đại họ không cần thiết phải đào hầm khi mỏ địa chất ở gần mặt đất, họ sẽ đào cả mặt đất lên để làm các mỏ lộ thiên và mang khối lượng đất đá lật lên đi xử lý để lấy khoáng vật nhưng ở những nơi chưa có công nghệ cao hay đủ điều kiện việc khai thác vẫn làm theo kiểu thủ công là đào hầm đến những nơi có nhiều khoáng vật. Ngoài ra thợ mỏ không có nghĩa chỉ là đào hầm mà còn là lọc và thu thập các khoáng vật có trên mặt đất hay được mang từ dưới hầm lên như đãi vàng hay khai thác đá,...
Nghề khai thác mỏ là nghề nguy hiểm nhất do các mỏ thường nằm ở độ sâu cao khi có tai nạn (nổ hay sập hầm) thì khó mà cứu kịp. Ở một số nước an toàn mỏ không được chú trọng, các thợ mỏ thiếu đảm bảo an sinh xã hội khi bị chấn thương sẽ không được trợ giúp và khi có tai nạn thì họ thường sẽ phải tự xoay xở mà không có bất kỳ sự trợ giúp nào.

## Các nguy hiểm thường gặp
Các hầm mỏ sâu (đặc biệt là các mỏ than) thường tích tụ khí mêtan gây nổ rất nguy hiểm chỉ cần một tia lửa nhỏ cũng có thể kích hoạt một vụ nổ lớn gây sập hầm ít hay nhiều (đôi khi toàn bộ hầm mỏ sẽ bị sập). Các hầm mỏ xưa thường bị nổ do các thợ mỏ mang lửa xuống hầm để chiếu sáng cho đến khi một loại đèn chuyên dụng để khai thác mỏ được chế tạo thì các vụ nổ trở nên ít đi nhưng vẫn còn xảy ra do nhiều nguyên nhân khác nhau kích hoạt khí gây nổ.
Loại khí này nếu không phát nổ sẽ tích tụ ngày càng đặc gây thiếu dưỡng khí cho các thợ mỏ (đã có rất nhiều thợ mỏ chết do thiếu dưỡng khí trong hầm mỏ) vì thế việc thông khí cho hầm mỏ là việc rất cần thiết tuy nhiên vẫn có các tai nạn do nó không được chú trọng hay làm không được tốt, các thợ mỏ xưa thường hay mang một con chim xuống hầm mỏ vì nếu hàm lượng khí độc lên cao chim sẽ xỉu trước và các thợ mỏ sẽ có thời gian chạy ra khỏi vùng nguy hiểm trước khi có vấn đề trầm trọng xảy ra.
Khi hầm sập vì nhiều nguyên do và các thợ mỏ may mắn không bị đè nhưng bị mắc kẹt sẽ có khả năng sống sót rất ít do thiếu dưỡng khí, nước hay lương thực để cầm cự trước khi đội cứu hộ đến được nơi thợ mỏ bị kẹt (đó là nếu như họ xác định được thợ mỏ bị kẹt ở đâu). Thường thì các hầm mỏ hiện đại có quy định về phải có lối thoát hiểm cho các thợ mỏ khi có biến cố nhưng đôi khi có các mỏ lại hoàn toàn không có lối thoát này.

## Tầm quan trọng

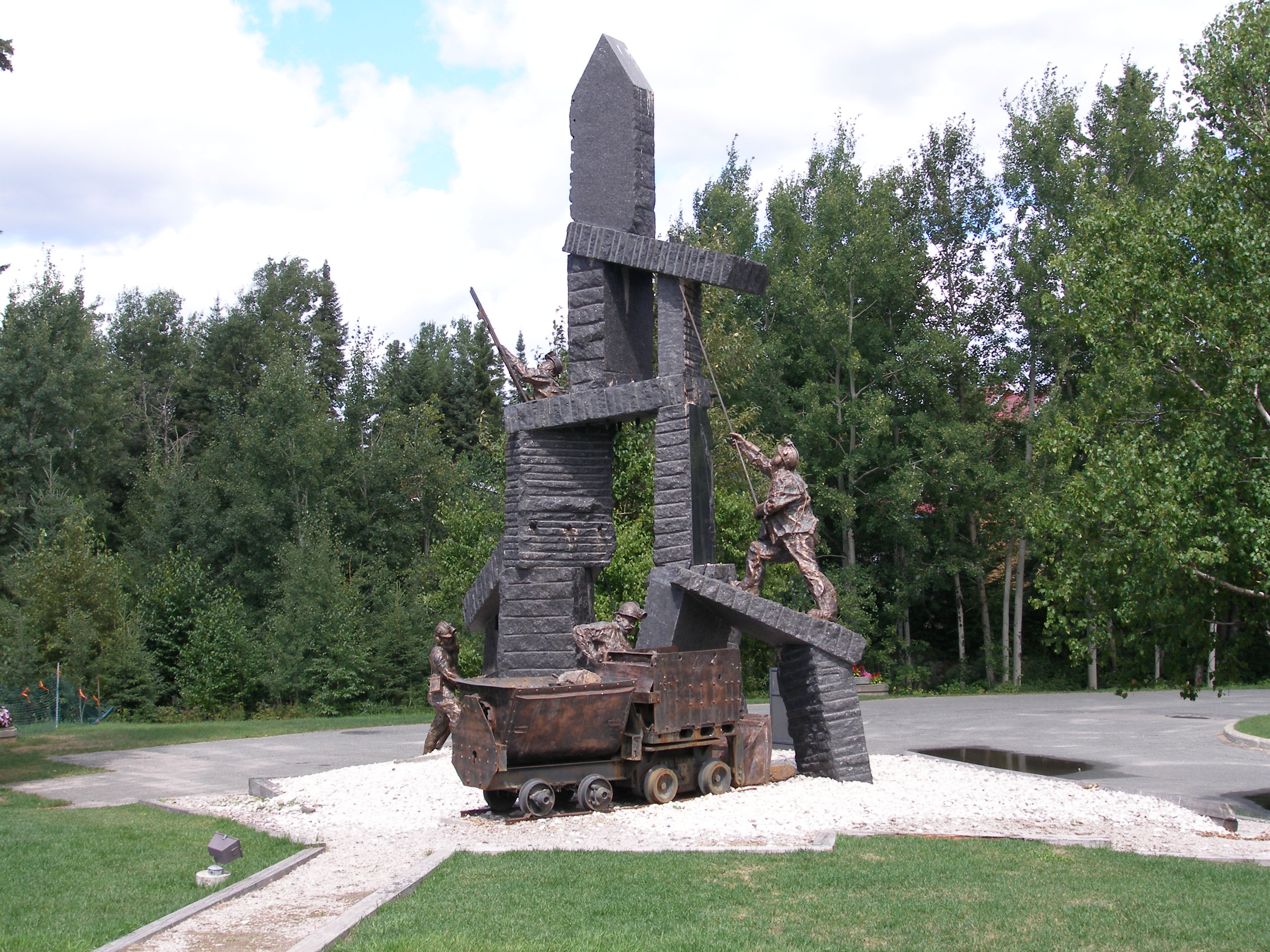
Một đài tưởng niệm các thợ mỏ.

Tuy là nghề nguy hiểm nhất và đôi khi bị xem là nghề kém nhất tại một số khu vực nhưng nghề mỏ là nghề rất quan trọng cho việc phát triển kinh tế của cả thế giới vì nó cung cấp nguyên liệu để sản xuất cho mọi ngành công nghiệp của mọi quốc gia trên thế giới. Tại một số khu vực các thợ mỏ được đào tạo rất kỹ để có thể sống sót sau các tai nạn cũng như để có năng suất cao hơn và xử lý các tình huống xảy ra an toàn hơn cho hầm mỏ.

## Luật cấm dùng phụ nữ và trẻ em làm thợ mỏ
Ngày 21 tháng 6 năm 1935, Công ước số 45 đã được Tổ chức Lao động Quốc tế đưa ra, trong điều II có ghi "Không một phụ nữ nào, ở bất kỳ độ tuổi nào, có thể được nhận vào làm dưới lòng đất tại bất kỳ khu mỏ nào". Văn bản này đã được phê chuẩn bởi 70 quốc gia và bị 28 nước bác bỏ do bị chỉ trích là kỳ thị giới tính.